# Província de Luanda
La província de Luanda és la província més petita d'Angola. Té una superfície de 2.417 km² i una població de 6.542.942 en 2014. La seva capital, homònima, és la ciutat més important de l'Estat d'on també és la capital. Luanda és la província més industrialitzada d'Angola i amb un creixement econòmic més important, que es deu al fet de no haver patit directament els efectes de la guerra civil i a una immigració de la resta de l'Estat.

## Geografia
La majoria de la població de la província està a les zones suburbanes: els musseques, a on hi viu el 70% de la població. Aquests barris marginals contrasten molt amb un centre de la ciutat molt modern.
L'ecoregió biogeogràfica on resta inclosa la província de Luanda és la dels Boscos i sabana de l'Escarp d'Angola.

## Llengües
- Kimbundu
- Bolo

## Divisió administrativa
Després de la reforma administrativa de 2011, la província va veure engrandida la seva àrea, passant a comptar amb set municipis:
- Cacuaco
- Belas
- Cazenga
- Ícolo e Bengo
- Luanda
- Quiçama
- Viana

Els anteriors municipis d'Ingombota, Kilamba Kiaxi, Maianga, Rangel, Samba i Sambizanga, passaren a constituir el nou municípi de Luanda.

## Història
La nova reforma de 2011 va incloure els municipis d'Ícolo e Bengo i Quiçama de Bengo a la província de Luanda. La reforma administrativa va augmentar significativament la superfície de la província de Luanda. Han estat governadors de la Província de Luanda Francisca Espírito Santo (c. 2009-2010), Jose Maria dos Santos (c. 2011-2013), i Graciano Francisco Domingos (c. 2014).
La província ha creat l'Instituto de Planeamento e Gestão Urbana de Luanda com a òrgan independent per la planificació urbana de la província.

## Economia
És la província d'Angola més desenvolupada, sobretot la zona sud.

## Turisme
Luanda té una badia i una restinga (Illa de Luanda) que s'estén per més de 14 km. de platges, restaurants i cases de pescadors.